# Anatri
Les Anatris sont un sous-groupe ethnique des Tchouvaches. Ils habitent le sud de la République de Tchouvachie et entretiennent des liens historiques avec les Tatars.